# HMS H42
Pour les articles homonymes, voir H42.
Le HMS H42 était un sous-marin britannique de classe H construit pour la Royal Navy par Armstrong Whitworth à Newcastle upon Tyne, dans le cadre du groupe 3. Sa quille est posée en septembre 1917 et il fut mis en service le 1er mai 1919.
Le 23 mars 1922, le H42 s’entraînait à l’attaque à la torpille contre des destroyers britanniques qui croisaient au large de Europa Point, à Gibraltar, quand il a fait surface de façon inattendue à seulement 27 ou 110 mètres (les sources divergent sur la distance exacte) devant le destroyer HMS Versatile, lancé à la vitesse de 20 nœuds. Le destroyer a fait « machine arrière toute » et a mis la barre à bâbord toute, mais il n’avait pas encore commencé sa manœuvre d’évitement quand il a percuté le H42 au niveau du kiosque, coupant presque en deux le sous-marin. Le H42 a coulé avec la perte de tout son équipage. Une enquête a révélé que le H42 était responsable de l’accident, ayant fait surface là où il l’avait fait en violation des instructions reçues pour l’exercice,.

## Conception
Le H42 est un sous-marin de type Holland 602, mais il a été conçu pour répondre aux spécifications de la Royal Navy. Comme tous les sous-marins britanniques de classe H postérieurs au HMS H20, le H42 avait un déplacement de 440 tonnes en surface, et de 500 t en immersion. Il avait une longueur totale de 52 m, un maître-bau de 4,67 m, et un tirant d'eau de 3,81 m.
Il était propulsé par un moteur Diesel d’une puissance de 480 ch (360 kW) et par deux moteurs électriques fournissant chacun une puissance de 320 ch (240 kW). Le sous-marin avait une vitesse maximale en surface de 13 nœuds (24 km/h). En utilisant ses moteurs électriques, le sous-marin pouvait naviguer en immersion à 11 nœuds (20 km/h). Il transportait normalement 18,1 tonnes de carburant, mais il avait une capacité maximale de 20 tonnes. Les sous-marins britanniques de classe H post-H20 avaient un rayon d'action de 2 985 milles marins (5 528 km) à la vitesse de 7,5 nœuds (13,9 km/h) en surface,.
Le H42 était armé d’un canon antiaérien et de quatre tubes lance-torpilles de 21 pouces (533 mm) montés dans la proue. Il emportait huit torpilles. Son effectif était de vingt-deux membres d’équipage.